# Marc Pos
Marc Pos ('s-Hertogenbosch, 24 oktober 1968) is een Nederlands creatief ondernemer, schrijver, televisie-, video-, event- en reclamemaker, theatermaker, regisseur en producent. Zijn werk viel meerdere malen in de prijzen, waaronder in 2024 een Emmy voor Best Reality Series voor de Amerikaanse versie van De Verraders, The Traitors; ook presentator Alan Cummings viel in de prijzen. Daarnaast won Pos tot drie keer toe de New York Festivals TV & Film Awards; voor Het geheim van de meester (2016), een documentaire over Lang Lang (2017), en De nieuwe Stradivarius (2018). De Lama's won in 2006 de Gouden Televizier-Ring. In 2021 kreeg Pos voor zijn bijdrage als regisseur van de opening, intermezzo’s en speciale acts tijdens het Eurovisie Songfestival 2021 de Dutch Directors Guild Award. Met zijn originele idee De Verraders won Pos in 2021 de C21 Best World Format , in 2022 de Rose d'Or, een Emmy, in 2023 de BAFTA Reality & Constructed Factual en de National Television Awards 2023, en in 2025 de Banff Rockie Award for Competition Series & Game Shows.

## Loopbaan
Na afronding van de regieopleiding aan de Nederlandse Filmacademie, was Marc Pos als toonzettend regisseur verbonden aan de opzet van televisieprogramma’s Big Brother en Idols. Hij stond in 2005 aan de wieg van De wereld draait door, Nieuwsuur en De Lama's. Als regisseur verzorgde hij de televisieregistratie van concerten van onder meer Robbie Williams en Alicia Keys. Van 2004 tot 2008 was Pos bestuurslid van SIRE. In 2014 was Pos festivaldirecteur van de viering van Vondelpark 150 jaar. Samen met Marnix Kaart was Pos verantwoordelijk voor de regie van het Eurovisie Songfestival in 2021 in Rotterdam.

## Creatief ondernemerschap
In 2001 startte Marc Pos contentbedrijf Brand New Telly wiens Nike Panna Knock Out campagne leidde tot de wereldwijde Scorpion Knock Out rondom het WK voetbal. In 2006 was hij mede-oprichter van evenementenbureau Kingcanary dat publieke en corporate evenementen produceert zoals de heropening van het Stedelijk Museum in 2012 en evenementen voor bijvoorbeeld Heineken International en Nike. In 2010 was hij ook founding partner van kunstgalerie Kallenbach, met projecten als Favela Painting. In 2019 was Pos mede-oprichter van Arket, een fonds dat investeert in start-ups die technologie gebruiken om sociale, ecologische en economische verbetering te realiseren.

## Producent
In 2015 richtte Pos productiebedrijf POSVIDEO op waarin hij eigen formats ontwikkelt zoals Het geheim van de meester (met Het Geheim van de Nachtwacht als special), Historisch bewijs, en het onderzoeksjournalistieke programma Waarde van de aarde. Het psychologisch entertainment programma De Verraders werd verkocht aan zendgemachtigden in meer dan 20 landen, waaronder de BBC The Traitors, en NBC's The Traitors. Vanaf november 2020 werkt POSVIDEO in een partnerschap met productiebedrijf IDTV waar Pos in 2021 creatief directeur werd. In 2023 vervolgde Pos zijn weg en richtte de ‘creative gallery’ onder de naam marcpos.com op waarin nieuwe ideeën worden ontwikkeld.

## Schrijver
Pos schreef Het geheim van de meester (2018), Het geheim van de Nachtwacht (2021) en The Secret of the Nightwatch.